# Worms 4: Totalna rozwałka
Worms 4: Totalna rozwałka (ang. Worms 4: Mayhem) – siódma odsłona komputerowej gry zręcznościowo-strategicznej Worms. Nowością jest m.in. możliwość tworzenia broni oraz ubierania własnej drużyny robali. Tryb wieloosobowy został wzbogacony o kilka nowych trybów walki, w trybie pojedynczego gracza pojawiła się historia z fabułą obejmującą 25 misji, stopniowe ich przechodzenie umożliwia odblokowywanie bonusów np. nowych strojów dla robali. Zmieniono diametralnie tryb gry wieloosobowej (ograniczone opcje generowanie plansz, powrót opcji dodatkowych PŻ dla drużyn itp.) oraz poprawiono oprawę graficzną poprzez zastosowanie shaderów i poprawienie tekstur.

## Sklep z przedmiotami
W grze możemy kupować różne rzeczy w sklepie z przedmiotami. Wśród nich są: Głosy Robali, Czapki, Ręce, wąsy, okulary, style gry, mapy i bronie.
Żeby móc kupić nową mapę, trzeba wcześniej ukończyć misję lub wyzwanie rozgrywające się na danej mapie. Aby odblokować nowe czapki, trzeba przejść określone misje. Przejście piątej misji odblokowuje kask budowlany, dziesiątej, hełm rycerza króla, piętnastej, kapelusza Błotniaka Rewolwerowca(Kowbojski kapelusz z dziurą po naboju), dwudziestej, nakrycie głowy królowej Saby a dwudziestej piątej, fryzury jaskiniowca. Można również kupować całe postacie (Nakrycie głowy/fryzura, ręce, wąsy, głos i okulary ale niektórych może nie być, jednej lub kilku z tych rzeczy), które kosztują 500 monet. Monety można zdobywać grając w grę wieloosobową, Przechodząc misję (Zdobywając rekord prędkości misji dostajemy więcej monet), zdobywając trofea (dostajemy za nie zazwyczaj 100 lub 500 monet) lub znajdując Easter Eggi (za każdy dostajemy 1000 monet). W grze można kupić 5 postaci: Profesora, Cyborga, Wormensteina, Kosmitę i Dinozaura. Żeby zdobyć postać:
- Profesora – trzeba ukończyć historię
- Kosmity – trzeba ukończyć historię z bonusami czasowymi
- Cyborga – trzeba zdobyć wszystkie trofea
- Wormensteina – trzeba ukończyć wszystkie wyzwania deathmatch
- Dinozaura – trzeba ukończyć wszystkie wyzwania bez deathmatchów